# Phelsuma dorsivittata
Phelsuma dorsivittata (Mertens, 1964) è un piccolo sauro della famiglia Gekkonidae, endemico del Madagascar.

## Descrizione
Questo geco raggiunge mediamente la lunghezza di 13 cm.

## Biologia
È una specie arboricola, osservabile spesso sugli alberi di Pandanus spp.

## Distribuzione e habitat
Questo geco è presente in almeno due differenti località del Madagascar settentrionale: è stato segnalato nell'area di Vohemar e in quella della Montagna d'Ambra, dal livello del mare sino a 1.100 m di altitudine.
Abita le foreste umide di bassa quota.

## Conservazione
La IUCN Red List classifica P. dorsivittata come specie prossima alla minaccia (Near Threatened).